# 李忠洹
李 忠洹 （イ・チュンウォン, 朝鮮語: 이충원、2004年7月13日 - ）は、韓国出身のプロサッカー選手。J3リーグ・テゲバジャーロ宮崎所属。ポジションはGK。

## 略歴
城南FCU-15、仁川ユナイテッドU-18を経て、安東科学大学に進学。
2024年12月9日、J3リーグに所属するテゲバジャーロ宮崎への加入が発表された。
2025年3月20日、JリーグYBC ルヴァンカップ1stラウンド一回戦・名古屋グランパス戦でデビュー。3月23日、J3・アスルクラロ沼津戦でJリーグデビュー。

## 所属クラブ
- 城南FCU-15
- 仁川ユナイテッドU-18
- 安東科学大学（朝鮮語版）
- 2025年 -  テゲバジャーロ宮崎

## 個人成績
| 国内大会個人成績 | 国内大会個人成績 | 国内大会個人成績 | 国内大会個人成績 | 国内大会個人成績 | 国内大会個人成績 | 国内大会個人成績 | 国内大会個人成績 | 国内大会個人成績 | 国内大会個人成績 | 国内大会個人成績 | 国内大会個人成績 |
| 年度             | クラブ           | 背番号           | リーグ           | リーグ戦         | リーグ戦         | リーグ杯         | リーグ杯         | オープン杯       | オープン杯       | 期間通算         | 期間通算         |
| 年度             | クラブ           | 背番号           | リーグ           | 出場             | 得点             | 出場             | 得点             | 出場             | 得点             | 出場             | 得点             |
| 日本             | 日本             | 日本             | 日本             | リーグ戦         | リーグ戦         | リーグ杯         | リーグ杯         | 天皇杯           | 天皇杯           | 期間通算         | 期間通算         |
| ---------------- | ---------------- | ---------------- | ---------------- | ---------------- | ---------------- | ---------------- | ---------------- | ---------------- | ---------------- | ---------------- | ---------------- |
| 2025             | 宮崎             | 32               | J3               |                  |                  | 1                | 0                |                  |                  | 1                | 0                |
| 通算             | 日本             | 日本             | J3               |                  |                  | 1                | 0                |                  |                  | 1                | 0                |
| 総通算           | 総通算           | 総通算           | 総通算           |                  |                  | 1                | 0                |                  |                  | 1                | 0                |

- 公式戦初出場 - 2025年3月20日 JリーグYBCルヴァンカップ1stラウンド1回戦 名古屋グランパス戦 （いちご）
- Jリーグ初出場 - 2025年3月23日 J3第6節 アスルクラロ沼津戦 （愛鷹）